# Mistrzostwa Świata w Short Tracku 2015
40. Mistrzostwa Świata w Short Tracku odbyły się w stolicy Rosji, Moskwie, w dniach 13 – 15 marca 2015 roku.

## Klasyfikacja medalowa
| Lp. | Kraj             | Złoto | Srebro | Brąz | Razem |
| 1.  | Korea Południowa | 5     | 4      | 3    | 12    |
| 2.  | Chiny            | 3     | 1      | 4    | 8     |
| 3.  | Holandia         | 2     | 1      | 1    | 4     |
| 4.  | Włochy           | 1     | 1      | 3    | 5     |
| 5.  | Rosja            | 1     | 0      | 0    | 1     |
| 6.  | Węgry            | 0     | 2      | 0    | 2     |
| 6.  | Wielka Brytania  | 0     | 2      | 0    | 2     |
| 8.  | Kanada           | 0     | 1      | 1    | 2     |

## Medaliści
| Konkurencja | Złoto                                                                    | Srebro                                                               | Brąz                                                                        |
| Mężczyźni   |                                                                          |                                                                      |                                                                             |
| 500 metrów  | Wu Dajing                                                                | Shaolin Sándor Liu                                                   | Han Tianyu                                                                  |
| 1000 metrów | Park Se-yeong                                                            | Charles Hamelin                                                      | Shi Jingnan                                                                 |
| 1500 metrów | Siemion Jelistratow                                                      | Sjinkie Knegt                                                        | Charles Hamelin                                                             |
| 3000 metrów | Sjinkie Knegt                                                            | Park Se-yeong                                                        | Wu Dajing                                                                   |
| Wielobój    | Sjinkie Knegt                                                            | Park Se-yeong                                                        | Wu Dajing                                                                   |
| Sztafeta    | Chiny Chen Dequan · Han Tianyu · Xu Hongzhi · Wu Dajing                  | Węgry Csaba Burján · Viktor Knoch · Shaoang Liu · Shaolin Sándor Liu | Holandia Daan Breeuwsma · Sjinkie Knegt · Mark Prinsen · Freek van der Wart |
| Kobiety     |                                                                          |                                                                      |                                                                             |
| 500 metrów  | Fan Kexin                                                                | Elise Christie                                                       | Arianna Fontana                                                             |
| 1000 metrów | Choi Min-jeong                                                           | Elise Christie                                                       | Arianna Fontana                                                             |
| 1500 metrów | Arianna Fontana                                                          | Shim Suk-hee                                                         | Choi Min-jeong                                                              |
| 3000 metrów | Choi Min-jeong                                                           | Shim Suk-hee                                                         | Kim A-lang                                                                  |
| Wielobój    | Choi Min-jeong                                                           | Arianna Fontana                                                      | Shim Suk-hee                                                                |
| Sztafeta    | Korea Południowa Choi Min-jeong · Kim A-lang · Noh Do-hee · Shim Suk-hee | Chiny Han Yutong · Tao Jiaying · Fan Kexin · Lin Yue                 | Włochy Arianna Valcepina · Lucia Peretti · Arianna Fontana · Elena Viviani  |